# دهرود (دودانغة)
دهرود (بالفارسية: ده‌رود) هي قرية تقع في إيران في قسم دودانغة الریفي. يقدر عدد سكانها بـ 420 نسمة.